# Stictoptera subferriferella
Stictoptera subferriferella är en fjärilsart som beskrevs av Embrik Strand 1917. Stictoptera subferriferella ingår i släktet Stictoptera och familjen nattflyn. Inga underarter finns listade i Catalogue of Life.